# Liolaemus abdalai
Espèce
Statut de conservation UICN

 LC  : Préoccupation mineure
Liolaemus abdalai est une espèce de sauriens de la famille des Liolaemidae.

## Répartition
Cette espèce est endémique de la province de Neuquén en Argentine. Elle est présente entre 300 et 1 000 m d'altitude.

## Étymologie
Cette espèce est nommée en l'honneur de Cristian Simón Abdala.

## Publication originale
- Quinteros, 2012 : Taxonomy of the Liolaemus alticolor–bibronii Group (Iguania: Liolaemidae), with descriptions of two new species. Herpetologica, vol. 68, no 1, p. 100-120.